# Badiera caracasana
Badiera caracasana är en jungfrulinsväxtart som först beskrevs av Carl Sigismund Kunth, och fick sitt nu gällande namn av C. H. Persson. Badiera caracasana ingår i släktet Badiera och familjen jungfrulinsväxter. Inga underarter finns listade i Catalogue of Life.